# 北海大陆架案
德国诉丹麦和荷兰案（也被称为北海大陆架案，北海大陆架划界案）是1969年提交到国际法院的一系列领土划界争议。这些争议涉及丹麦、德国和荷兰之间关于北海大陆架油气资源丰富区域的“划界”问题。

## 案件事实

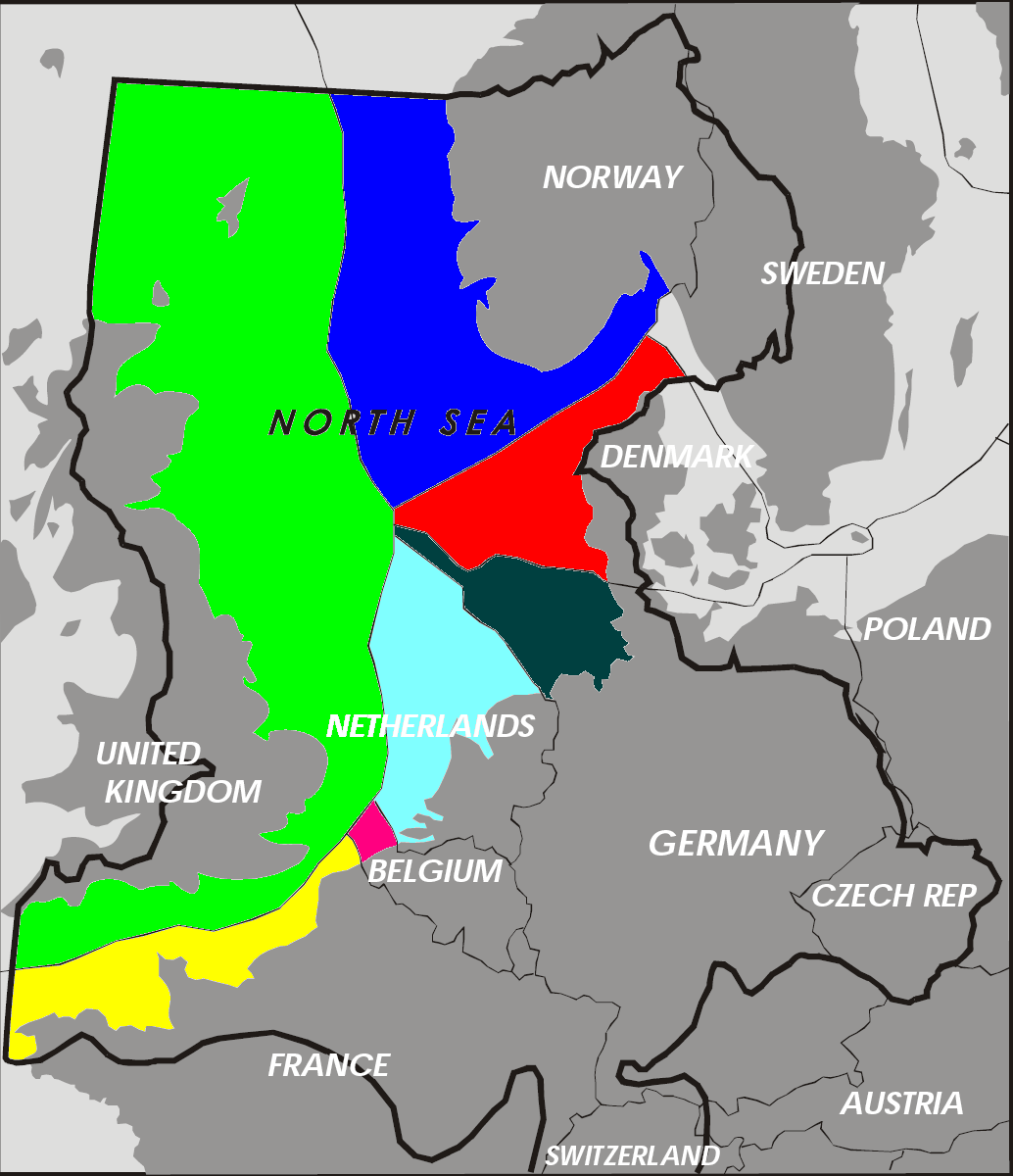
北海专属经济区

德国的北海海岸呈凹形，而荷兰和丹麦的海岸呈凸形。如果按照等距原则（“画一条线，每一点距离彼此相等”）确定划界，相对于其他两个国家，德国分得的这篇资源丰富的大陆架的面积更小。因此，德国认为，应当用海岸线的长度来确定划界。德国希望国际法院按照国家相邻土地面积的比例分配大陆架，德国认为采用这种方法划界能让其获得一个公正和公平的份额。
由于该争议，丹麦和荷兰当时已经批准了1958年《日内瓦大陆礁层公约》，希望适用其第6条第2款（等距原则），而德意志联邦共和国没有批准该公约。
|  | 第六条 一、同意大陆礁层邻接两个以上海岸相向国家之领土时，其分属各该国部分之界线由有关各国以协议定之。倘无协议，除因情形特殊应另定界线外，以每一点均与测算每一国领海宽度之基线上最近各店距离相等之中央线为界线。 二、同一大陆礁层邻接两个毗邻国家之领土时，其界线由有关两国协议定之。倘无协议，除因情形特殊应另定界线外，其界线应适用与测算每一国领海宽度之基线上最近各点距离相等之原则定之。 三、划定大陆礁层之界限时，凡依本条第一项及第二项所载原则划成之界线，应根据特定日所有之海图及地理特征订明之，并应指明路上固定、永久而可资辨认之处。 |

## 判决意见
法院回答了一个重要问题，在作出裁决之日，等距原则是否对所有国家都具有约束力，即是否是一个习惯国际法原则。法院认为，虽然公约仅仅源于旧时国家间的契约，但确实有可能被纳入国际法，从而对未成为公约缔约国的国家产生约束力。但是，法院指出，“这一结果不能轻易视为已达到”。
接下来，首先必须使该条款具有能产生规范的基本特征，具有可以构成一般法律规则的基础。首先，第6条第一款的规定将适用等距原则的义务放在第二位，而优先要求履行通过协议实施划界的主要义务。第一款开头对主要义务的规定本身就是一种潜在的一般法律规则，即在这里国家间的协议优先于等距原则。此外，法院认为，第6条中对等距原则的规定中，所体现的等距的范围和含义仍然不明确。: 43
在第74段中，法院认为，虽然习惯国际法的产生并不必然要求相当长期的实践，但是，在本争议发生时，基于所援引条文的含义，国家实践应是广泛性和实际性的统一，这是一项不可或缺的要求。而等距原则不满足该要求。:44
此外，如第77段所述，这种做法作为一种主观要素，必须源于法律确信。有关国家必须认为它们遵守了相当于法律义务的义务。:45
最后，法院敦促当事方“消除附带特征的影响（德国的凹陷形海岸），这种特征可能导致不合理的差别待遇”。在随后的谈判中，德国获得了它要求的大部分额外大陆架。这些案件被认为是“衡平实践”的一个例子，即“法外”的衡平，法官用判决手头案件所必需的衡平规则补充法律。